# فور بلاير سترايك ما جونغ
فور بلاير سترايك ماهجونغ  (بالإنجليزية: Four Player Strike Mahjong) (باليابانية: ４人打ち麻雀)، هي لعبة فيديو يابانية من نوع ما جونغ، صدرت في الأسواق اليابانية سنة 1984، حيث باع اللعبة نحو 1,450,000 نسخة باليابان وحدها، فإن اللعبة تحتوي على لاعب واحد أو لاعبان كحد أقصى.